# Johann Tschopp
Johann Tschopp (født 1. juli 1982) er en schweizisk tidligere professionel cykelrytter.